# Tricorynus latus
Tricorynus latus är en skalbaggsart som först beskrevs av Horn 1894.  Tricorynus latus ingår i släktet Tricorynus och familjen trägnagare. Inga underarter finns listade i Catalogue of Life.